# Талавера-де-ла-Рейна
Талавера-де-ла-Рейна (ісп. Talavera de la Reina) — муніципалітет в Іспанії, в автономній спільноті Кастилія-Ла-Манча, провінція Толедо. Площа муніципалітету — 185,83 км², населення муніципалітету — 88 986 ос. (2010); густота населення — 
. Висота над рівнем моря — 373 м. Поштовий індекс — 45600.

## Географія
Муніципалітет розташований на відстані близько 110 км на південний захід від Мадрида, 70 км на захід від Толедо.
На території муніципалітету розташовані такі населені пункти: (дані про населення за 2010 рік)
- Барріо-де-Санта-Марія: 541 особа
- Ель-Касар-де-Талавера: 118 осіб
- Колонія-Нуестра-Сеньйора-дель-Прадо: 116 осіб
- Гамональ: 976 осіб
- Талавера-де-ла-Рейна: 85776 осіб
- Талавера-ла-Нуева: 1459 осіб

## Історія
914 року овієдський король Ордоньйо II відвоював місто у мусульман.

## Демографія
Динаміка населення (INE ):

## Уродженці
- Корона (*1981) — іспанський футболіст, півзахисник.

## Галерея зображень

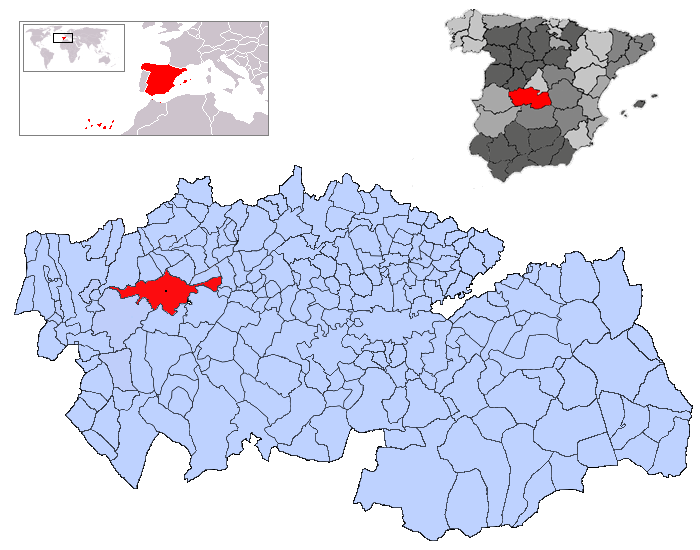
Розташування муніципалітету Талавера-де-ла-Рейна
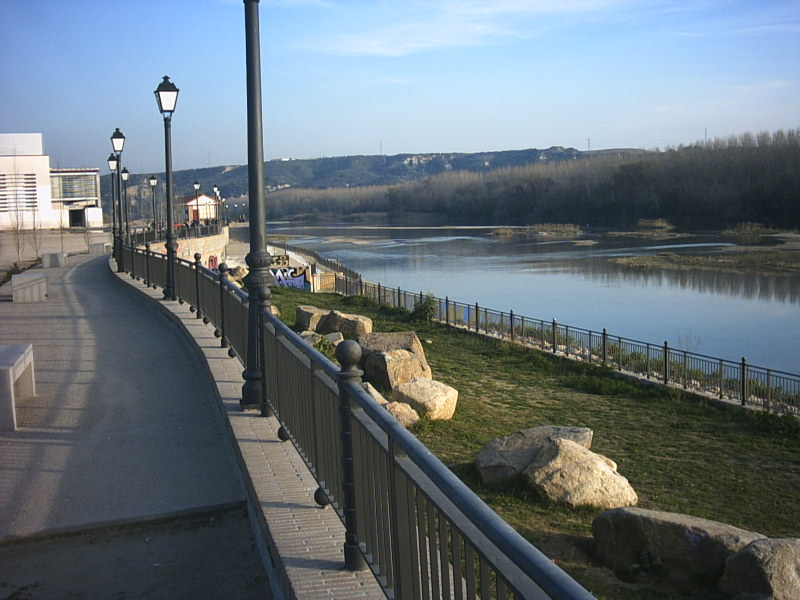
Річка Тахо, Талавера-де-ла-Рейна
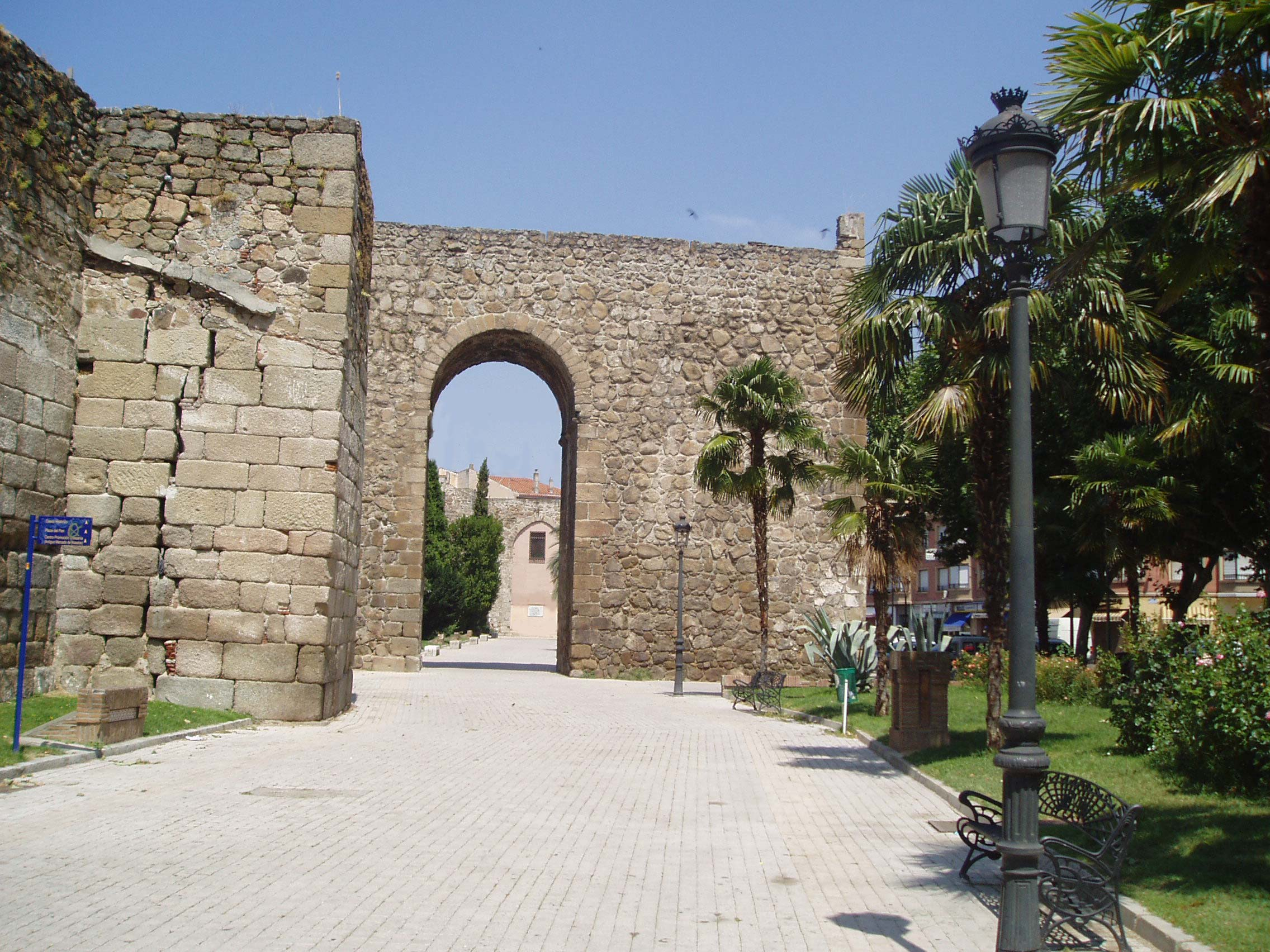
Мур і сторожова вежа
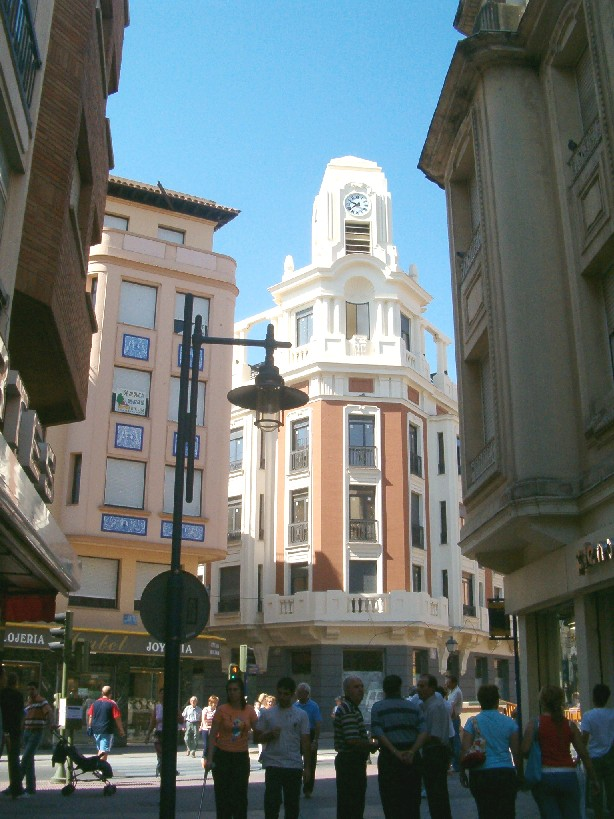
Вулиця Сан-Франсіско
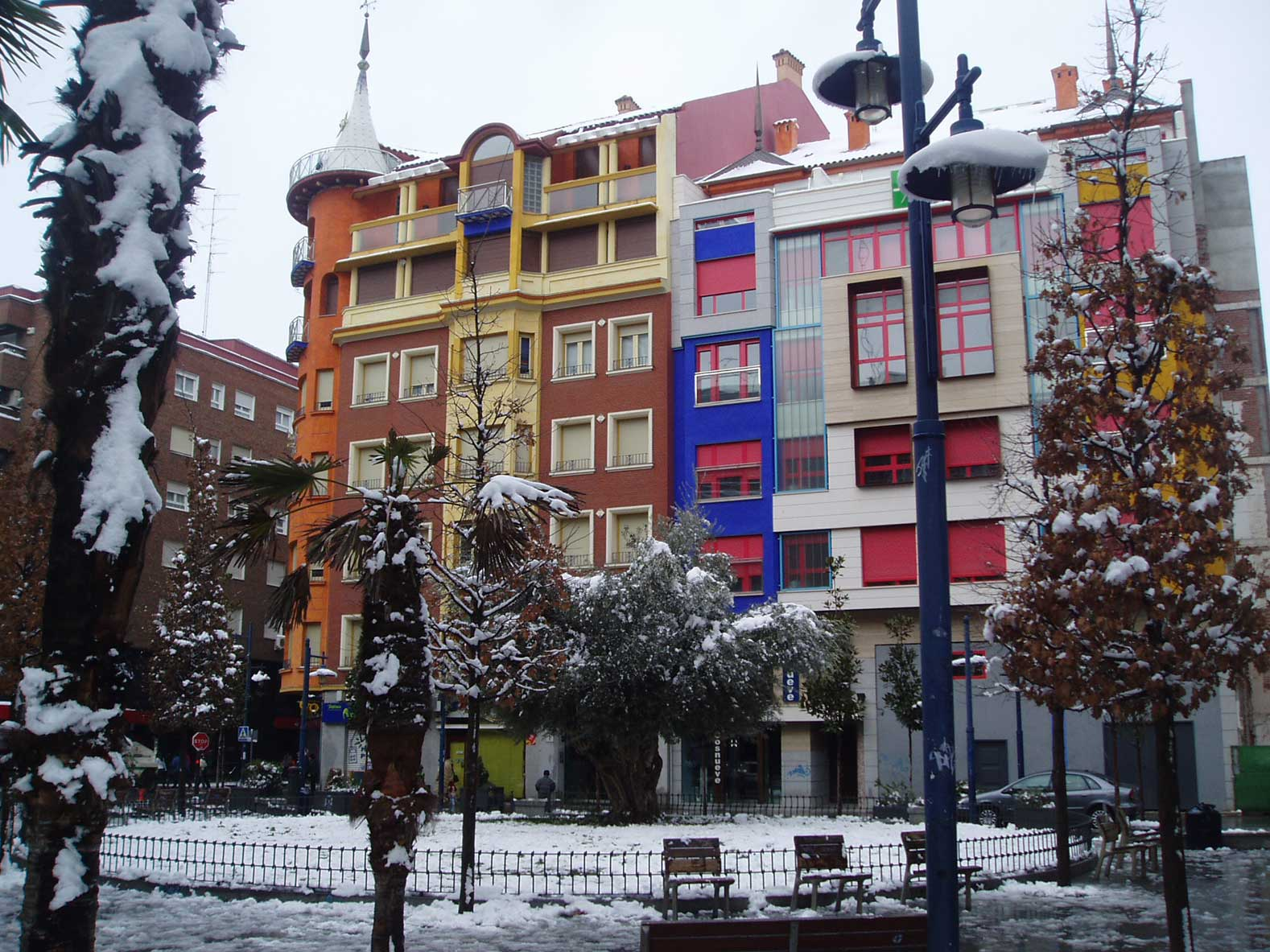
Площа Ла-Тринідад
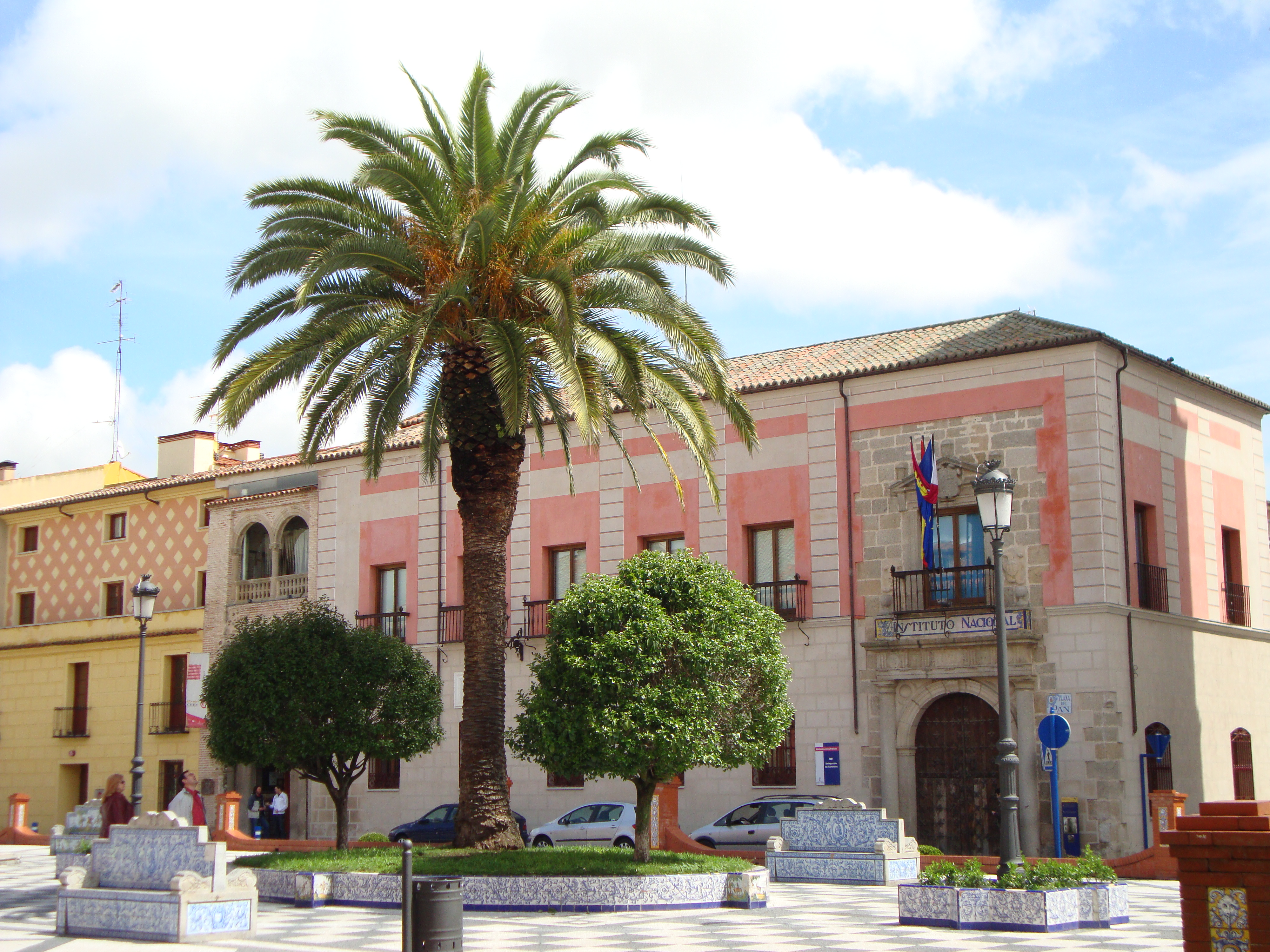
Стара ратуша, Пласа-дель-Пан
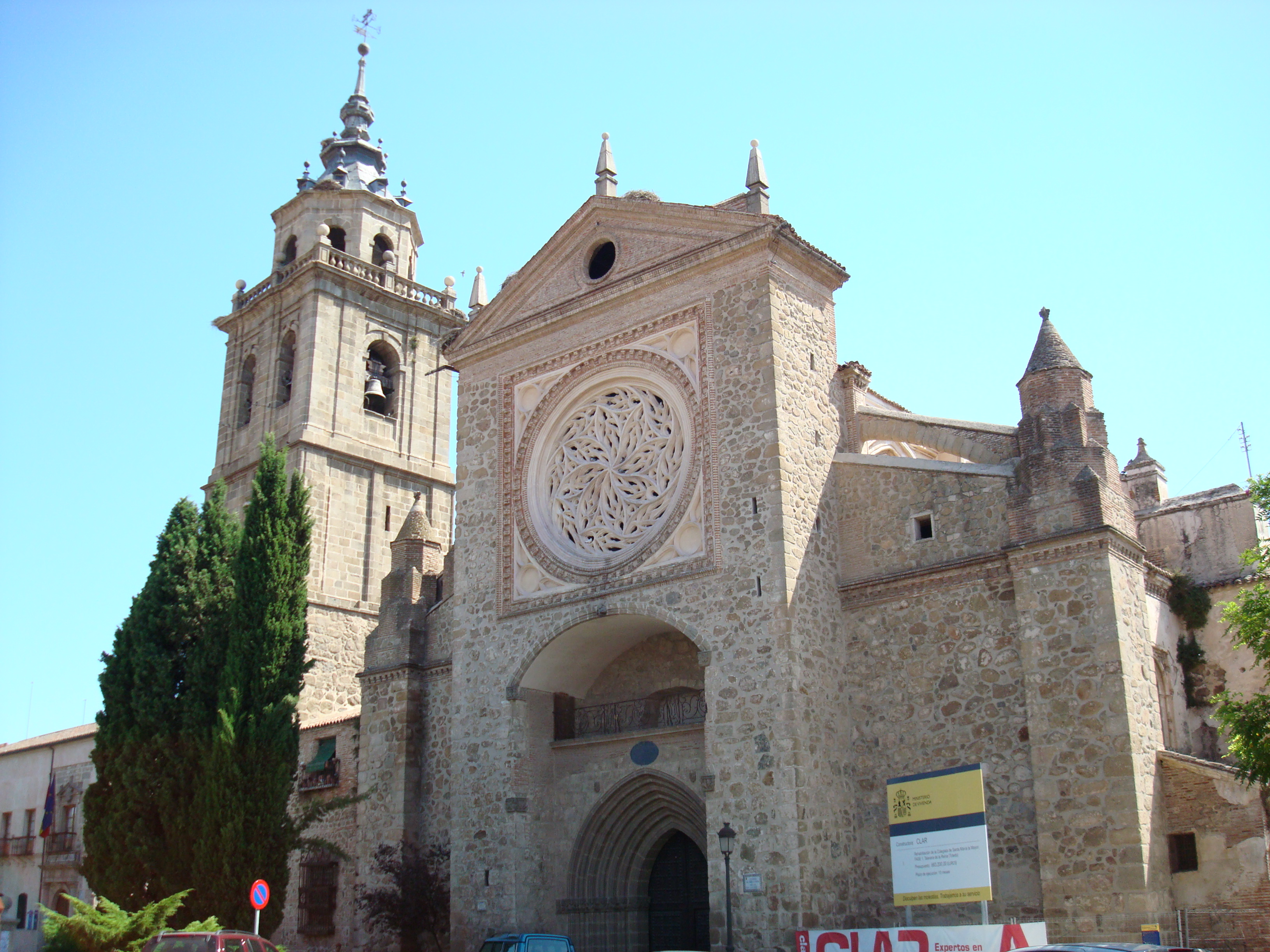
Собор Санта-Марія
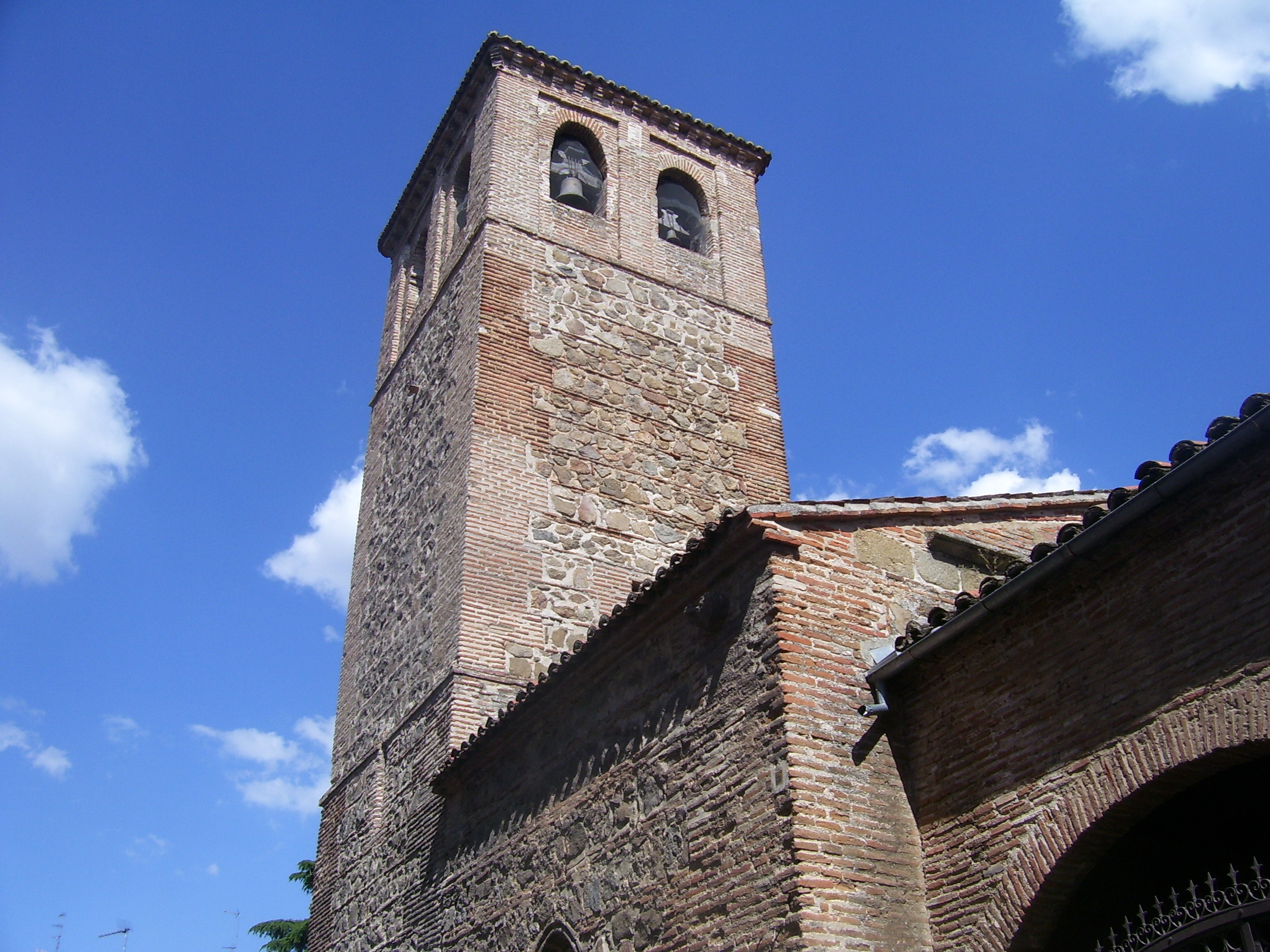
Церква Сантьяго-ель-Нуево